# Castello Castelli
Castello Castelli (Bergamo, XIV secolo – 7 settembre 1412) è stato uno storico e notaio italiano.

## Biografia
Nacque a Bergamo intorno alla seconda metà del XIV secolo, figlio di Pietro dell'importante famiglia Castelli proveniente da Sangallo località della val Brembana, e visse nella città orobica nella vicinia Arena anche se era proprietario di più palazzi anche nelle vicinie di Sant'Agata e san Giacomo. Della famiglia Castello è documentata la presenza di un notaio già dal XIII secolo, anche Castello è documentato che esercitasse l'arte notarile con il diritto di tabellionato, venendo eletto console dei notai di Bergamo, esercitando anche la professione di avvocato. In alcune imbreviature del notaio Iacopo de Ambivere degli anni 1406-1408 risulta essere indicato come console del Collegio dei notai e dei procuratori.
Divenne anche eletto tra i membri della congregazione della Misericordia Maggiore, ma essendo di fazione ghibellina partecipò ad alcuni scontri fra e due fazioni venendo, nel 1389, incarcerare con altri nove, obbligandolo a pagare cento fiorini per ritornare in libertà. La sua presenza è documentata nel giubileo di Milano del 1392 quando, recandosi dal vescovo di Como, Beltramino Parravicini, chiese la sua benedizione. Nell'atto di dedizione che la città di Bergamo fa a Giovanni Maria Visconti, Castelli risulta essere, alla data del 4 novembre 1407, presente come  “consiliarii civitatis” con la qualifica di “magister” del Maggior consiglio cittadino.
Gli viene attribuito la scrittura originale dei codici del Chronicon bergomense guelpho-ghibellinum: ab anno 1378 usque ad annum 1407, poi rivisti più volte, tanto da non permettere una vera ricostruzione del testo originale,  che pare scritto con una formula non corretta e con troppi riporti dialettali, ma che è uno dei documenti che meglio racconta eventi del territorio di Bergamo a decorrere dall'11 maggio 1378 al 5 agosto 1407, diventando uno dei migliori testimoni e cronisti dei protagonisti del Quattrocento bergamasco tra cui Facino Cane.
La data della sua morte, secondo gli scritti e lo studio di Donato Calvi dovrebbe essere il 7 settembre 1412 a Bergamo, lasciando il figlio, Baldino che seguiva la professione medica.

## Opere letterarie
- Chronicon bergomense guelpho-ghibellinum: ab anno 1378 usque ad annum 1407, Cronaca di un periodo storico intercorso tra il 1378 e il 1407;

Il testo, scritto in prima persona, è un insieme di tantissime fonti che lo rendono un documento importante storicamente per la città e il territorio di Bergamo anche se si sviluppa in maniera molto disomogenea, ma fondamentale per le cronache riportate che sono poi andate perdute. Il testo fu rimaneggiato per volontà delle famiglie di Bergamo: Suardi, Brembati e Bonghi, che volevano storicamente, essere poste in buona luce, portando il testo a essere piuttosto frammentario. Il testo più antico, tra i dodici codici manoscritti, è conservato nella biblioteca civica Angelo Mai. Lo scritto fu ripubblicato e inserito nel Scrittori d'Italia di Ludovico Antonio Muratori nel Settecento dove Castelli viene indicato come un condottiero di ventura.
Il diario inizia con la data dell'11 maggio 1378, con il racconto dell'assalto al castello di San Lorenzo in qualità di testimone, e termina con il rendiconto del 5 agosto 1407 quando a Bergamo subentrava la signoria viscontea.
Il testo fu tradotto in italiano da Giovanni Finazzi nel 1870: “I Guelfi e Ghibellini in Bergamo: Cronaca di Castello Castelli delle cose occorse in Bergamo negli anni 1378-1407”, inserendo le fonti, la prefazione e le note. Il testo tradotto fu la contea di Angelo Mazzi storico di Bergamo nei primi anni del Novecento.